# 奧地利的萊納大公 (1783年—1853年)
奧地利的萊納（德語：Rainer von Österreich，1783年9月30日—1853年1月16日），神聖羅馬皇帝利奧波德二世的第十子。
1818年至1848年間，萊納擔任倫巴第-威尼西亞王國的總督。萊納的政策不受義大利民眾歡迎，最終在1848年爆發了革命。

## 家庭
1820年，萊納與薩伏依的瑪麗亞·埃莉莎貝塔結婚。她的哥哥是卡洛·阿爾貝托，日後的薩丁尼亞國王。萊納與埃莉莎貝塔共有6子2女：
1. 瑪麗亞（1821年—1844年）
2. 阿德萊德（1822年—1855年），薩丁尼亞王后
3. 利奧波德（1823年—1898年）
4. 恩斯特（英语：Archduke Ernest of Austria (1824–1899)）（1824年—1899年）
5. 西吉斯蒙德（1826年—1891年）
6. 萊納（1827年—1913年）
7. 海因里希（英语：Archduke Heinrich Anton of Austria）（1828年—1891年）
8. 馬克西米利安（1830年—1839年），夭折

萊納於1853年在波爾察諾去世，享年69歲。